# Bühren
Bühren è un comune di 521 abitanti della Bassa Sassonia, in Germania.
Appartiene al circondario di Gottinga ed è amministrato dalla Samtgemeinde Dransfeld.